# 變形金剛Z
《變形金剛Z》，是由日本takara公司在1990年所製作的變形金剛原創動畫錄影帶作品。本來是一個完整上下两集的OVA系列，由於玩具的銷售低於預期，推出一集後即被取消，最後在《TV Magazine》以插圖與文字形式交代後面的故事。

## 劇情概要
公元2014年，狂派群龙无首，这时“招魂魔”成为了狂派的新破坏大帝。他将狂派历史上的精税们再次集中，称为九大魔神将军，並为了增强他们的力量，装备了一种十分坚硬的装甲。同年，博派于微型星上发现了新能量——Z能量，于是在微型战士和宇宙飛船的帮助下，把微型星改建成了ZONE行星。
重新扩充了实力之后，招魂魔再一次向博派宣战，同时，招魂魔为了建造狂派地带，開始對各個行星進行破壞。当狂派在破壞法米尼亞行星時，为了营救人类主角凯依，博派現任領袖勝利劍(Victory Saber)被行星爆炸卷入，从而下落不明。狂派趁博派失去领袖之际，终于攻克了ZONE行星，夺走了博派的Z能量。之後，为了再度奪取地球上的超级能源—索迪亞克，狂派開始向地球進攻。
超能戰士顶天者和音速爆弹成功的救出了勝利劍後，前往地球增援。在超级能源—索迪亞克的力量下，顶天者与音速爆弹变为Zone基地形态並合体，击败了了铁甲龙，大力神，海底狂魔以及冲云霄。勝利劍将博派總司令的位置让给了顶天者，顶天者担任了宇宙和平聯邦的最高議長。

## 角色

### 博派
- 顶天者（Dai Atlas）

博派總司令官，在本篇故事末繼任成為博派領袖。
- 音速爆弹（Sonic Bomber）

博派攻撃参謀。
- 路火（Roadfire）

博派的防衛参謀。僅在设定中出現的人物，剧中未登场。
頂天者、音速爆彈和路火三人可以合體變成超級武器Big Powered。

### 狂派
- 新破壞大帝 招魂魔（Violin jiger）

本篇中的狂派新任領袖。

#### 九大魔將軍
在本篇故事中，是招魂魔召喚的九位狂派歷史上頗負盛名的戰士。
- 求雨鬼（Abominus）

稱號是妖獸将軍，源自G1動畫中後期的角色─由恐懼金剛合體為的合體金剛。
- 黑暗撒克巨人（Black Zarak）

稱號是惡靈将軍。
- 混天豹（Bruticus）

稱號是火炎将軍。源自G1動畫角色混天豹，但是在劇中未實際登場。
- 大力神（Devastator）

稱號是技術将軍。源自G1動畫中的合體金剛角色大力神。
- 海底狂魔（King Poseidon）

稱號是海魚将軍。
- 飛天虎（Menasor）

稱號是諜報将軍。源自G1動畫中由特技金剛(Stunticons)合體成為的角色飛天虎。
- 霸王 （Overlord）

稱號是超神将軍。源自日本頭領戰士中的人物。
- 冲雲霄（Predaking）

稱號是野獸将軍。源自G1動畫後期出現的角色，由掠獸金剛(Predecons)合體成為的合體金剛。
- 鐵甲龍（Trypticon）

稱號是恐龍将軍。源自G1動畫後期的狂派基地金剛角色。

## 后续作品《柯博文的復活》
《變形金剛 柯博文的復活》，是由日本takara公司在1991年所推出的玩具系列《變形金剛 Z》故事延續，沒有製作動畫，但有在TV Magazine雜誌中以插圖與文字形式連載。

### 劇情概要
故事講述Grandus及Sky Garry在宇宙中找到了G1柯博文的遺體，二人用來自《變形金剛 Z》中的神秘能量來源索迪亞克把G1柯博文復活，成為星辰柯博文。同時，神秘力量黑暗新星卻把在「頭領戰士」南極大戰被活埋於冰下的格威龍復活成超級密卡登。星辰柯博文便帶領博派迎戰超級密卡登，結果超級密卡登不敵，黑暗新星便把超級密卡登強化成超人密卡登。可是超人密卡登仍不敵，最後巨大的黑暗新星和超人密卡登結合成星之巨人，結果星之巨人還是被消滅，可是密卡登卻逃離了星之巨人……

### 角色一覽

#### 博派
- 星辰柯博文(Star Convoy)

博派總司令官，柯博文在《變形金剛Z》中最後被復活強化後成為此型態。身高45公尺。
在2025年的玩具產線至尊時代（Age of the Primes）中，星辰柯博文被定位為十三至尊之一，並推出泰坦級（Titan Class）玩具，重現了其經典的基地模式玩法，並包含了一個較小的羅德（Hot Rod）玩具。
- 天翔蓋瑞(Sky Garry)

博派戰士，變形為一架巨大的太空戰鬥機。
- 高大帥(Grandus)

天翔蓋瑞的副手，三變金剛(Triple Changer)，可以變形為機器人、移動攻擊要塞和陸上航空母艦，在陸上航母的模式下可以讓天翔蓋瑞停泊。此角色下一次登場是在《變形金剛：進化版》的客串。
- 六陣列(Sixliner)

由六輛列車車廂合體成為的合體金剛。
- 微型戰士(Micromaster)

為微型行星的微型金剛領袖。
- 微型戰士洛迪文(Micromaster Hot Rodimus)

成為微型金剛的洛迪文。
- 投彈手(Shotbomber)
- (Spinner)

#### 狂派
- 帝王黑暗新星(Dark Nova)
- 破壊大帝超級密卡登(Super Megatron)

身高45公尺，可以再進化成為「最強破壊大帝超人密卡登(Ultra Megatron)」，力量提升了十倍。
- 星之巨人(Star Giant)
- 戦闘兵士(Novaroid)
- 強化型戦闘兵士(Galaman)